# Hovedaftalen
Hovedaftalen er en aftale, der er indgået mellem Dansk Arbejdsgiverforening og LO (senere fusioneret med FTF til Fagbevægelsens Hovedorganisation, forkortet FH). 
Hovedaftalens historie går tilbage til det såkaldte septemberforlig i 1899, og kaldes "arbejdsmarkedets grundlov", idet den lægger rammerne for samarbejdet mellem arbejdsmarkedets parter. Aftalen fastslår kollektive overenskomster som det ønskelige samt det grundlæggende arbejdsretlige begreb, fredspligt. Fredspligten indebærer, at man i perioden mellem to overenskomster har forbud mod at strejke og lave lockout. I tilfælde af fortolkningsstrid eller aftalebrud er det Arbejdsretten, der autoritativt fortolker Hovedaftalen.
Den gældende hovedaftale er senest revideret i januar 1993.